# Bodo Horstkotte
Bodo Horstkotte (* 30. Juli 1950) ist ein ehemaliger deutscher Fußballspieler.

## Werdegang
Der Mittelfeldspieler Bodo Horstkotte begann seine Karriere bei TuRa Löhne und wechselte später zum SV Ennigloh 09 aus Bünde. Mit den Enniglohern spielte er in der seinerzeit viertklassigen Landesliga Westfalen, bevor er im Jahre 1970 zur DJK Gütersloh in die seinerzeit zweitklassige Regionalliga West wechselte. Zwei Jahre spielte er in Gütersloh, in denen er 40 Regionalligaspiele absolvierte und dabei zwei Tore erzielte. Anschließend verließ er Gütersloh mit unbekanntem Ziel. Später spielte er noch für den Bünder SV, mit denen er in der Saison 1975/76 in der zweiten Runde gegen den FC Bayern München spielte und 0:3 verlor.